# Беловка (Нижегородская область)
Беловка — деревня в Пильнинском районе Нижегородской области России. Входит в состав Деяновского сельсовета.

## География
Деревня находится на юго-востоке Нижегородской области, в пределах восточной части Приволжской возвышенности, в зоне хвойно-широколиственных лесов, при автодороге 22Н-0049, на расстоянии приблизительно 27 километров (по прямой) к северу от Пильны, административного центра района.
Климат
Климат характеризуется как умеренно континентальный, умеренно влажный, с относительно тёплым летом и холодной малоснежной зимой. Среднегодовая температура — 3,4 °C. Средняя температура воздуха самого тёплого месяца (июля) — 18,8 °C (абсолютный максимум — 36 °C); самого холодного (января) — −12,4 °C (абсолютный минимум — −44 °C). Среднегодовое количество атмосферных осадков составляет 500—550 мм.
Часовой пояс
Деревня Беловка, как и вся Нижегородская область, находится в часовой зоне МСК (московское время). Смещение применяемого времени относительно UTC составляет +3:00.

## Население
| 2002 | 2010 |
| ---- | ---- |
| 177  | ↘149 |

Национальный состав
Согласно результатам переписи 2002 года, в национальной структуре населения русские составляли 92 %.